# Johannes Dörig
Johannes Dörig, auch Johannes Döring (* um 1490 in Schwende; † 1526 in Hemberg), war ein Schweizer katholischer Pfarrer und Reformator.

## Leben
Johannes Dörig wurde vermutlich Ende des 15. Jahrhunderts in Schwende in der Pfarrei Appenzell geboren und war erstmals in der Zeit von 1512 bis 1513 als Johannes Thuringus aus Appenzell, als Student an der Universität Basel belegt.
Er war humanistisch gebildet und, neben Jakob Schurtanner, Walter Klarer, Matthias Kessler, Pfarrer in Gais, Pelagius Amstein (1485–1550), Pfarrer in Trogen und Johannes Hess, Kaplan am St. Mauritius in Appenzell ein erster Anhänger der Reformation in der Schweiz.
Als Leutpriester und Pfrundinhaber der Pfarrei Herisau überliess er Jost Rutz für eine gewisse Zeit, gegen eine jährliche Zahlung, die Pfarrei, um weiter studieren zu können. Als er die Pfründe wieder übernehmen und Rutz gegen dessen Willen entlassen wollte, schützte der Bischof von Konstanz, Hugo von Hohenlandenberg, die Klage von Rutz und liess diesen das Pfarramt in Herisau weiter führen, erlegte jedoch Johannes Dörig eine Busse auf.
1521 wurde er wegen dieser Streiteren und seiner Eheschliessung, durch die er bewusst seine Zölibatsverpflichtung missachtete, vom Bischof von Konstanz gefangen gesetzt und zu einer Gefängnisstrafe verurteilt. Die Pfarrei Herisau wurde vom Abt dem Pfarrer Joseph Forrer übergeben, während der Abt des Klosters St. Johann, Johannes Steiger, als Kollaturherr Johannes Dörig im Dezember 1522 mit der Pfründe Hemberg belehnte. Später teilte er den Fiskalbeamten des Bischofs von Konstanz schriftlich mit, dass er diesen als höllischen Wolf bezeichne und ihm den Gehorsam aufkündige. Auf Geheiss des Landrats sollte er 1526 das Land Toggenburg verlassen.
Er stand direkt mit Huldrych Zwingli in Kontakt und in der Zeit von 1518 bis 1523 ist ein Briefwechsel mit 21 Briefen mit Joachim Vadian nachgewiesen, mit dem er in freundschaftlicher Verbindung stand.
Johannes Döring starb 1526 als Pfarrer in Hemberg.